# Cyphopterum granreyi
Cyphopterum granreyi är en insektsart som beskrevs av George Clifford Carl 1995. Cyphopterum granreyi ingår i släktet Cyphopterum och familjen Flatidae. Inga underarter finns listade i Catalogue of Life.